# Min Fætter Caruso
Min Fætter Caruso er en amerikansk stumfilm fra 1918 af Edward José.

## Medvirkende
- Enrico Caruso - Tommasso Longo / Cesare Caroli
- Henry Leone - Roberto Lombardi
- Carolina White - Rosa Ventura
- Joseph Riccardi - Pietro Ventura
- A.G. Corbelle - Luigi Veddi